# نمایشگاه بین‌المللی کتاب بوئنوس آیرس
نمایشگاه بین‌المللی کتاب بوئنوس آیرس (اسپانیایی: Feria Internacional del Libro de Buenos Aires‎) هر ساله در ماه آوریل در بوئنوس آیرس، آرژانتین برگزار می‌شود و یکی از پنج نمایشگاه برتر کتاب در جهان است که هم برای جامعه ادبیات و هم برای عموم مردم برگزار می‌شود.

## سازمان
این نمایشگاه توسط «بنیاد کتاب» سازماندهی می‌شود، یک سازمان غیرانتفاعی که توسط انجمن نویسندگان آرژانتین (SADE) تأسیس شده است. این نمایشگاه هر ماه آوریل برگزار می‌شود و تقریباً سه هفته طول می‌کشد. غرفه‌ها در هشت سالن، برای ناشران ملی و بین‌المللی، کشورها، جوامع و استان‌های آرژانتین و مؤسسات و سازمان‌های ملی و بین‌المللی توزیع شده‌اند. هر نمایشگاه سالانه یک شعار خاص دارد.
این نمایشگاه که برای عموم آزاد است، پیش از برگزاری، جلسات و کنفرانس‌هایی با حضور ویراستاران، ناشران، مترجمان، کتابفروشان و دیگر افراد شاغل در صنعت نشر برگزار می‌شود. کنفرانس‌های دیگری نیز در حوزه‌های آموزشی و کتابداران برگزار می‌شود.

## تاریخچه
اگرچه این نمایشگاه در سال ۱۹۷۵ تأسیس شد، اما اولین نمایشگاه کتاب برگزار شده در بوئنوس آیرس نبود. نمایشگاه‌های قبلی در میدان‌ها، مکان‌ها یا بوینس آیرس کابیلدو برگزار می‌شدند. در سال ۱۹۳۰، نمایشگاه بزرگی در «پلازا د لا رپوبلیکا» برگزار شد. با این حال، آن نمایشگاه‌ها در دوره‌های منظم برگزار نشدند. 
SADE در سال ۱۹۷۱ به دنبال راهی برای تشویق صنعت نشر در آرژانتین بود و بیش از ۳۵ نمایشگاه را در دوره ۷۱-۷۴ برگزار کرد. این نمایشگاه‌ها که در شهرهای دیگر آرژانتین نیز برگزار می‌شدند، محدود به فروش کتاب نبودند، بلکه شامل شعر، تئاتر، موسیقی یا اجراهای باله نیز می‌شدند. SADE در سال ۱۹۷۴ اکثر ناشران آرژانتین را فراخواند و نمایشگاه جدیدی را در محوطه‌های بسته به جای خیابان، که تاکنون برگزار می‌شد، ترتیب داد. بنابراین، اولین نمایشگاه از این نوع در مارس ۱۹۷۵ برگزار شد و سال‌ها با نام "نمایشگاه بین‌المللی بوئنوس آیرس، از نویسنده تا خواننده" شناخته می‌شد. اولین نمایشگاه در «مرکز نمایشگاه‌های شهر بوئنوس آیرس»، ساختمانی کاربردی در منطقه رکولتا با مساحت ۷۵۰۰ متر مربع، با ۵۰ نویسنده برجسته، ۱۱۶ غرفه از ۷ کشور خارجی برگزار شد و ۱۴۰۰۰۰ بازدیدکننده داشت.
این نمایشگاه در سال‌های اخیر توسط انجمن روستایی آرژانتین در محوطه نمایشگاه منطقه پالرمو با مساحتی نزدیک به ۴۵۰۰۰ متر مربع برگزار شده است. تعداد غرفه‌ها به ۱۵۰۰ غرفه از ۵۰ کشور خارجی افزایش یافته است و تخمین زده می‌شود که بازدیدکنندگان سالانه نزدیک به ۱،۲۰۰،۰۰۰ نفر باشند.
نمایشگاه سال ۲۰۱۱ توسط ماریو وارگاس یوسا افتتاح شد که باعث آشفتگی سیاسی در آرژانتین شد. وارگاس یوسا از سیاست‌ها و فساد ادعایی ریاست جمهوری کریستینا فرناندز د کیرشنر انتقاد کرده بود و برخی از روشنفکران آرژانتینی، از جمله مدیر کتابخانه ملی، هوراسیو گونزالس، درخواست کردند که از حضور او جلوگیری شود. کیرشنر به آنها دستور داد که از چنین درخواست‌هایی صرف نظر کنند و وارگاس یوسا نمایشگاه را طبق برنامه افتتاح کرد. با این وجود، وزرا آنیبال فرناندز و فلورنسیو راندازو ساعاتی قبل از سخنرانی، انتقادات بیشتری مطرح کردند. وارگاس یوسا از رئیس جمهور به خاطر مداخله‌اش در طول سخنرانی‌اش که هیچ حادثه‌ای نداشت، تشکر کرد.
دنیاگیری کووید-۱۹ در آرژانتین در سال ۲۰۲۰ و قرنطینه ملی، برگزاری نمایشگاه در سال ۲۰۲۰ را غیرممکن کرد. در ابتدا، برگزاری آن در ۱۸ مارس به تعویق افتاد. با طولانی شدن همه‌گیری و قرنطینه، به جای آن، نمایشگاه به صورت آنلاین برگزار شد. این نمایشگاه سه هفته طول کشید و ۱۸۰،۰۰۰ نفر در صفحه اصلی آن را دیدند و ویدیوهای آن در کانال رسمی یوتیوب ۵۳،۰۰۰ بازدید داشت. در سال ۲۰۲۱ نیز نمایشگاهی برگزار نشد و مردم در عوض در نمایشگاه‌های کوچک‌تری شرکت کردند. نمایشگاه کتاب استاندارد در سال ۲۰۲۲ بازگشت.

## بازدیدکنندگان معروف
بسیاری از نویسندگان برجسته خارجی از جمله پل آستر، ری بردبری، ایتالو کالوینو، سوزان سونتاگ، کامیلو خوزه سلا، ژوزه ساراماگو، ماریو بارگاس یوسا و محمد یونس، تام ولف، برایان آلدیس، مانوئل واسکس مونتالبان، آنجلس ماسترتا، رزا مونترو، نلی سفیر گونزالس، جان ماکسول کوتسی، ژان ماری گوستاو لوکلزیو، فرناندو ساواتر، راجر چارتیه، ژولیان ماریا، جان کاتزنباخ، کلادیو ماگریس، ایزابل آلنده، آرتورو پرس-رورته و ویلبر اسمیت از این نمایشگاه بازدید کرده‌اند. 
نویسندگان آرژانتینی مانند خورخه لوئیس بورخس، آدولفو بیوئی کاسارس، سیلوینا بولریچ، مارکو دنِوی، توماس الوی مارتینز، روبرتو فونتاناروسا، بئاتریس گیدو، مانوئل موجیکا لاینز، اولگا اوروزکو، کینو و ارنستو ساباتو نیز از بازدیدکنندگان دائمی نمایشگاه بودند.